# Tetralicia tuberculata
Tetralicia tuberculata là một loài côn trùng cánh nửa trong họ Aleyrodidae, phân họ Aleyrodinae.
Tetralicia tuberculata được Bink-Moenen miêu tả khoa học đầu tiên năm 1983.